# Iglesia de San Francisco Javier (Nuevo Baztán)
La iglesia de San Francisco Javier se encuentra en el municipio madrileño de Nuevo Baztán. La iglesia se encuentra adyacente al Palacio de Goyeneche, ambos diseñados por el arquitecto José Benito Churriguera y construidos entre 1709 y 1713. La iglesia recibió la declaración de Monumento Histórico Artístico en el año 1941, junto con el Palacio de Goyeneche, anexo a la edificación, y las dos plazas situadas en la parte delantera y trasera. En el año 2000 el conjunto monumental fue catalogado como Bien de Interés Cultural por parte de la Comunidad de Madrid.

## Características

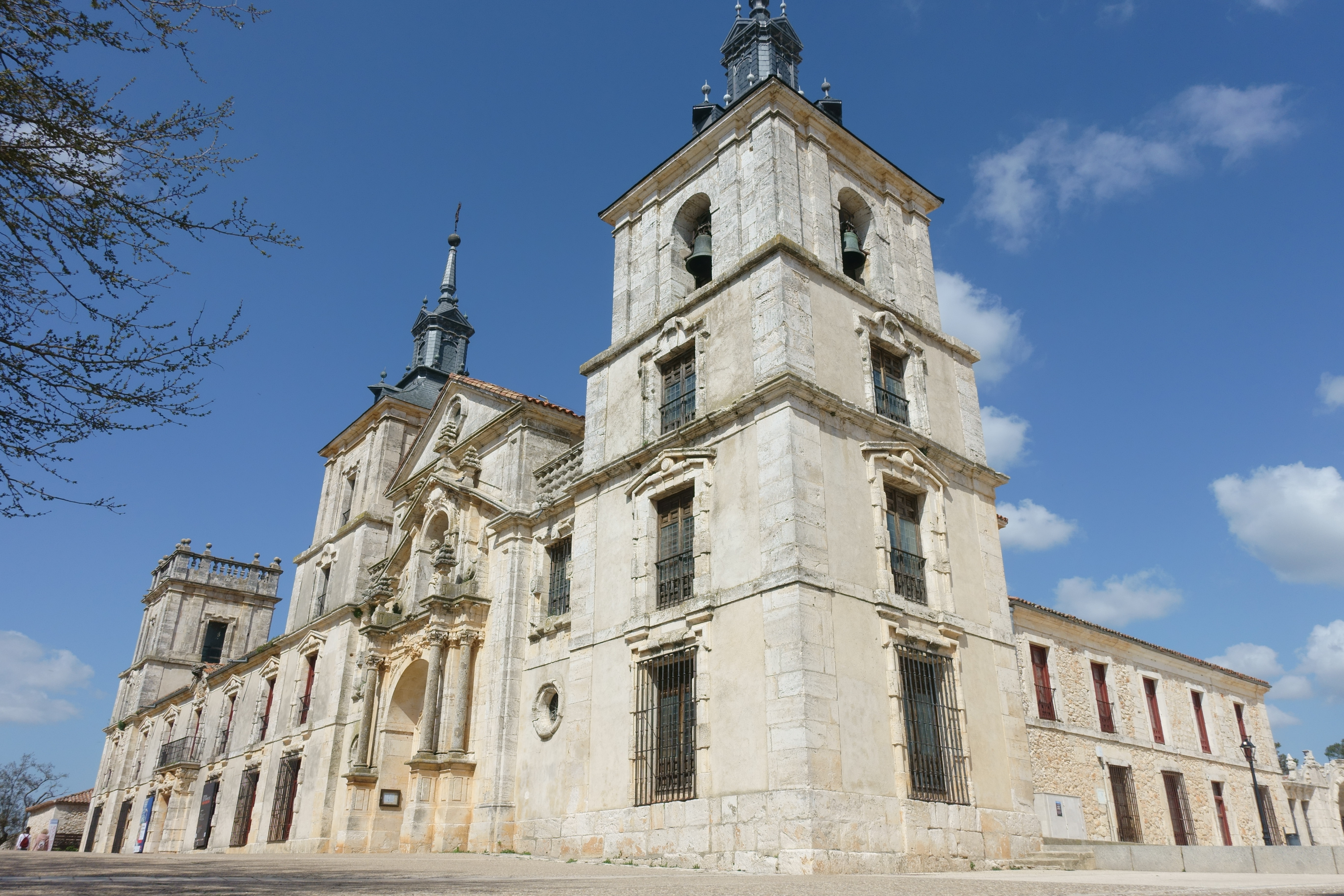
Vista lateral

La iglesia está consagrada a san Francisco Javier, copatrón de Navarra. Su fachada principal está integrada por una portada y dos torres, de 27,5 m de alto, que flanquean cada lado y que doblan la altura del palacio. Están rematadas por tejados de pizarra a cuatro aguas, que recuerdan los chapiteles del estilo herreriano, por la forma de sus flechas, coronadas con veletas. 
La portada presenta estructura de entablamento. Se sostiene sobre cuatro columnas, entre las cuales se sitúa un arco de medio punto, adornado con moldura barroca. Su elemento ornamental más significativo es la hornacina donde se ubica una figura de san Francisco Javier.
El interior destaca por su profusa decoración, especialmente en lo que respecta al retablo del altar mayor, obra del propio Churriguera. Realizado, en su mayor parte, en mármol rojo, está presidido por una escultura de san Francisco Javier. En la parte superior, aparece un medallón, donde se representa al santo bautizando a un rey infiel, acompañado por dos indios.  
En el templo se conservan diferentes tallas de marfil, entre las que cabe citar las imágenes del Cristo del Socorro, de San Juan Bautista, de la Sagrada Familia y de una Virgen con el Niño. El coro se comunica interiormente con el palacio, lo que permitía a la familia de Goyeneche tener un acceso directo a la iglesia desde el interior.

Detalles exteriores de la Iglesia
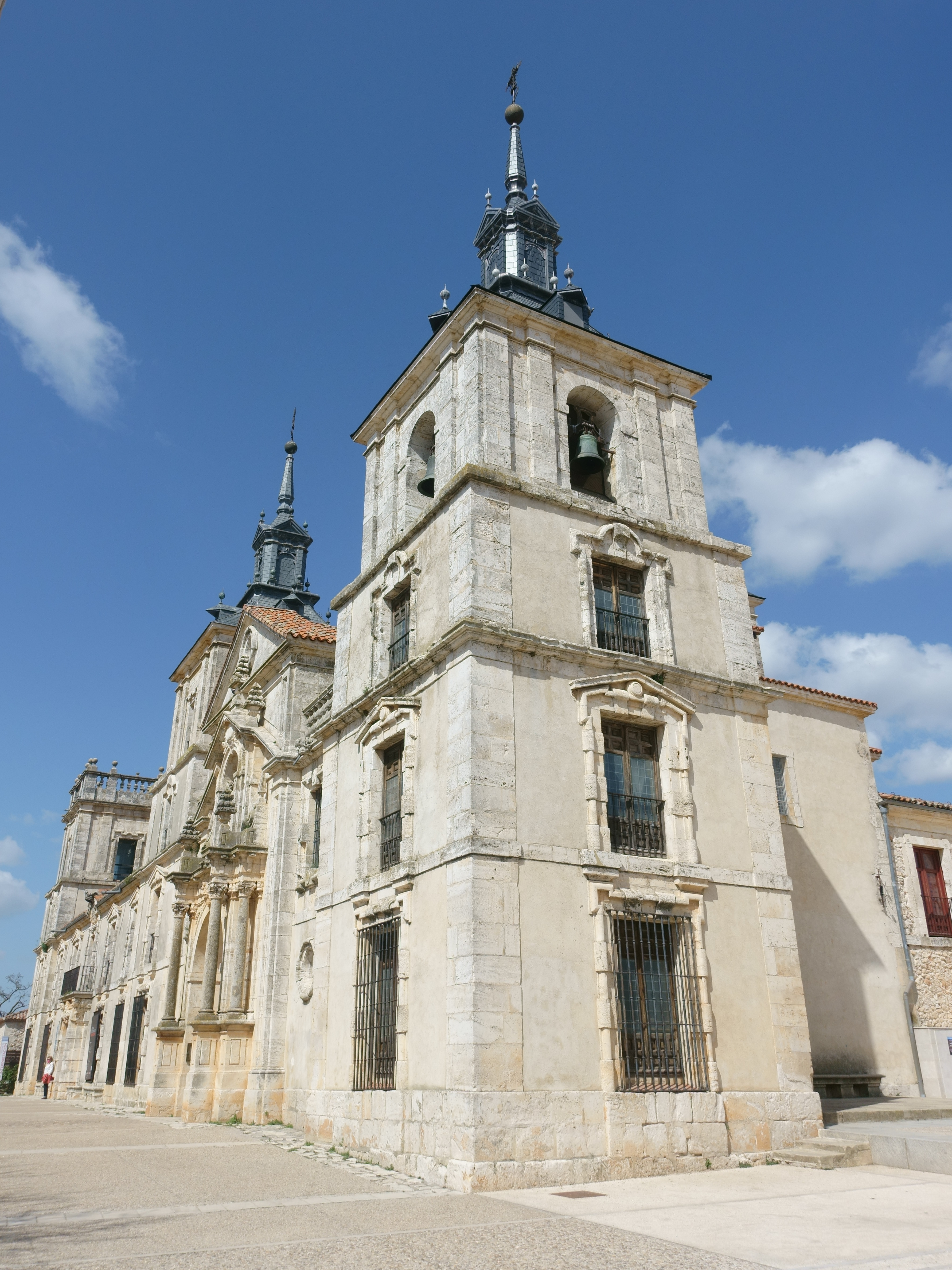
Los chapiteles de las torres (Vista desde la Plaza del Secreto)
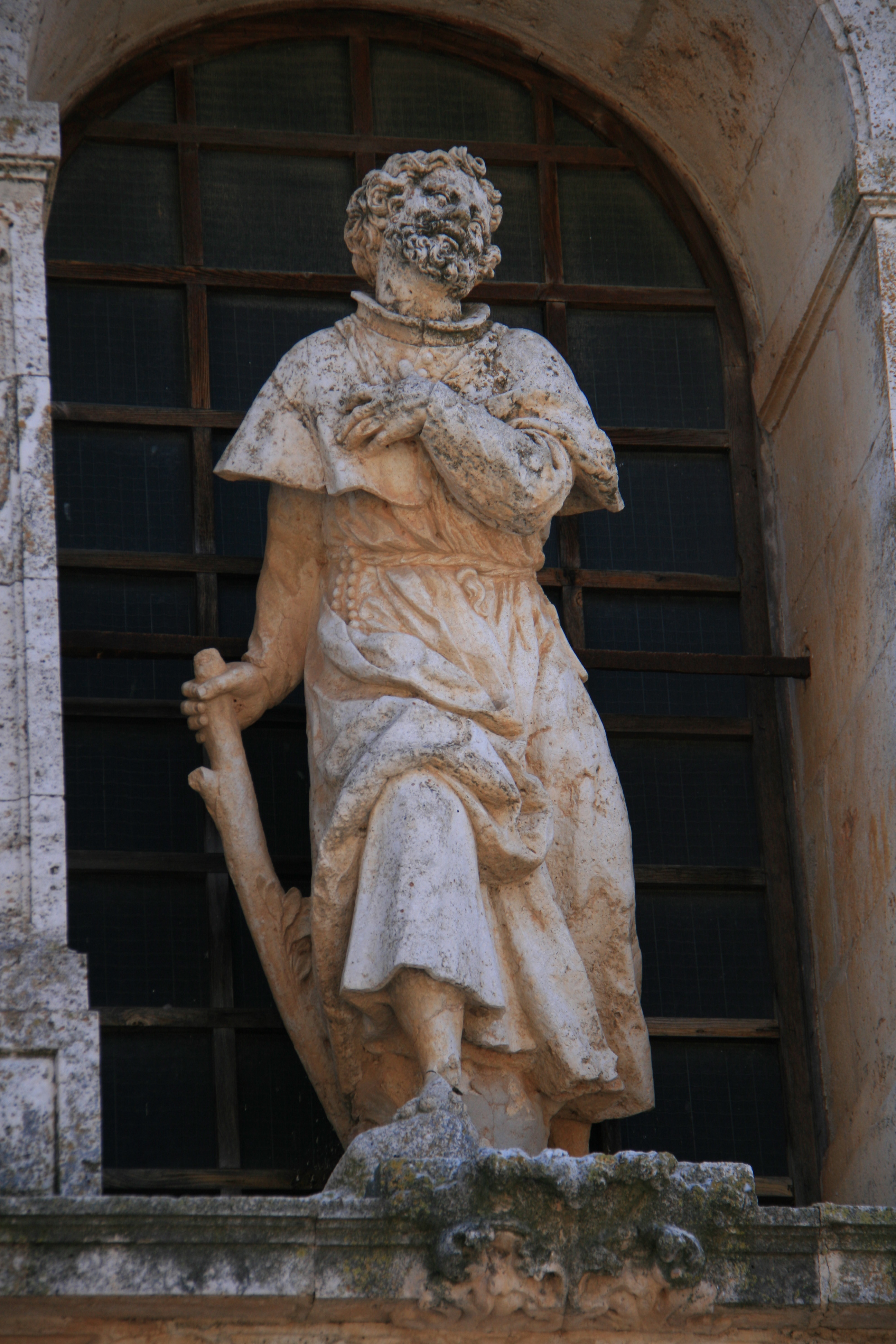
Escultura de Francisco Javier
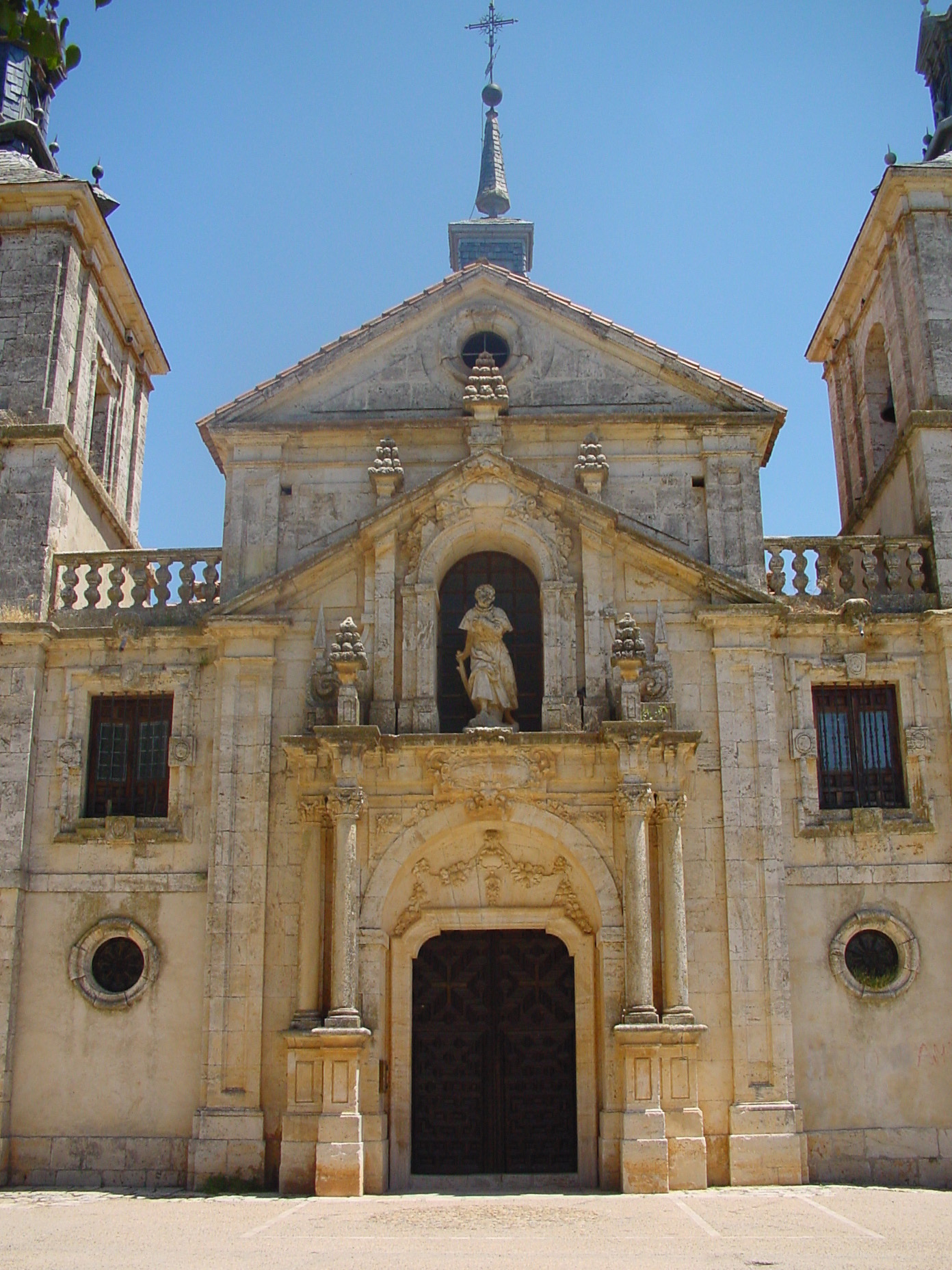
Detalle de la fachada
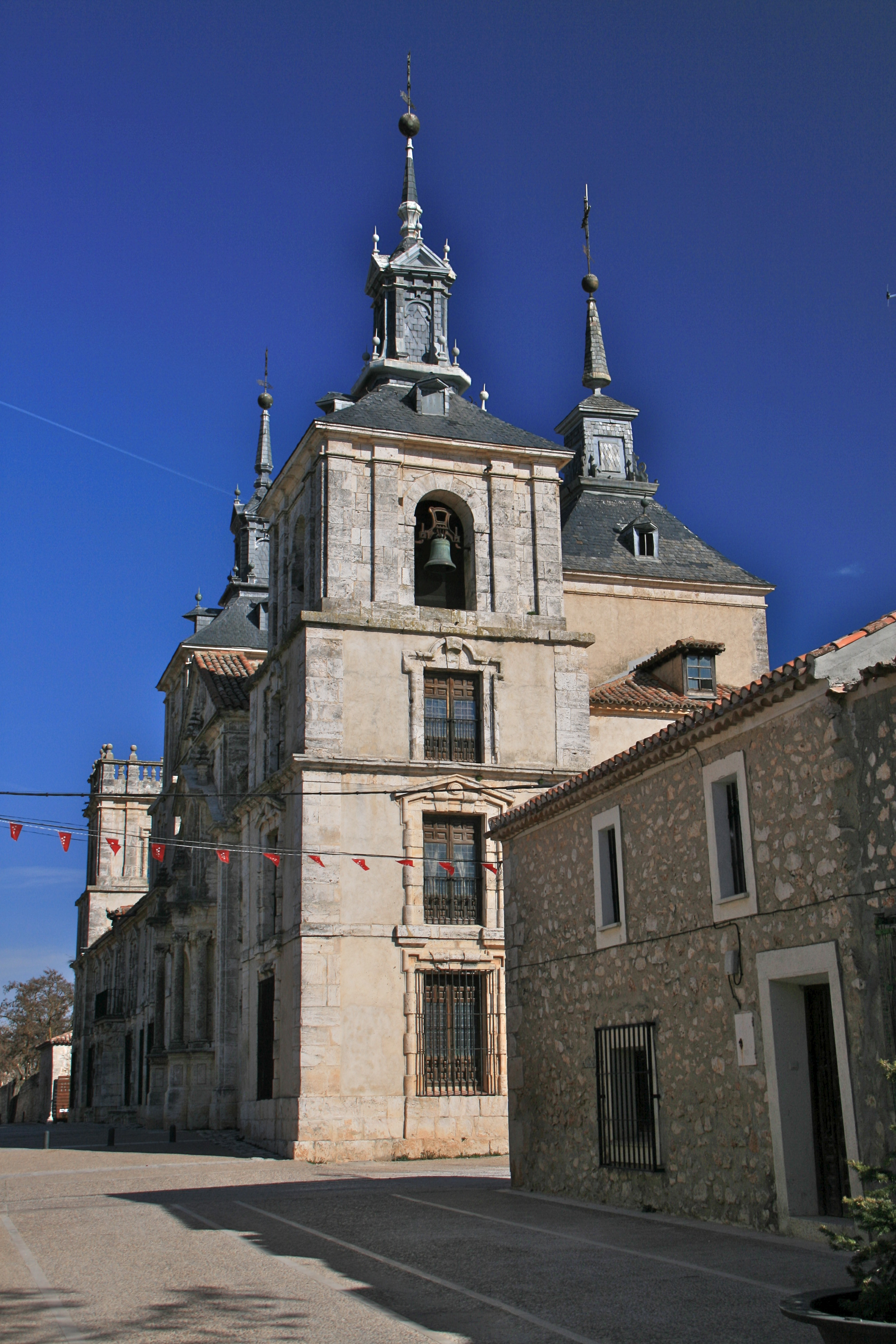
Vista desde la Calle del Palacio (Esquina del Reloj)